# Paulo Carcasci
Paulo Carcasci (ur. 7 stycznia 1964 roku w São Paulo) – brazylijski kierowca wyścigowy.

## Kariera
Carcasci rozpoczął karierę w wyścigach samochodowych w 1985 roku od gościnnych startów w Formule Ford 1600 Euroseries, gdzie wygrał jeden wyścig. W późniejszych latach pojawiał się także w stawce Europejskiej Formuły Ford 2000, Formuły Ford 1600 - Ford Race of Champions, Brytyjskiej Formuły 3, Niemieckiej Formuły Opel Lotus, Formuły Opel Lotus Benelux, GM Lotus Euroseries, Cellnet Superprix, Brytyjskiej Formuły 3000, Grand Prix Makau, Formuły 3 Fuji Cup, Japońskiej Formuły 3000, Japońskiej Formuły 3, Formuły 3000 oraz PPG/Firestone Indy Lights Championship
W Formule 3000 Brazylijczyk wystartował w jednym wyścigu sezonu 1994, którego jednak nie ukończył.